# Basket 25 Bydgoszcz

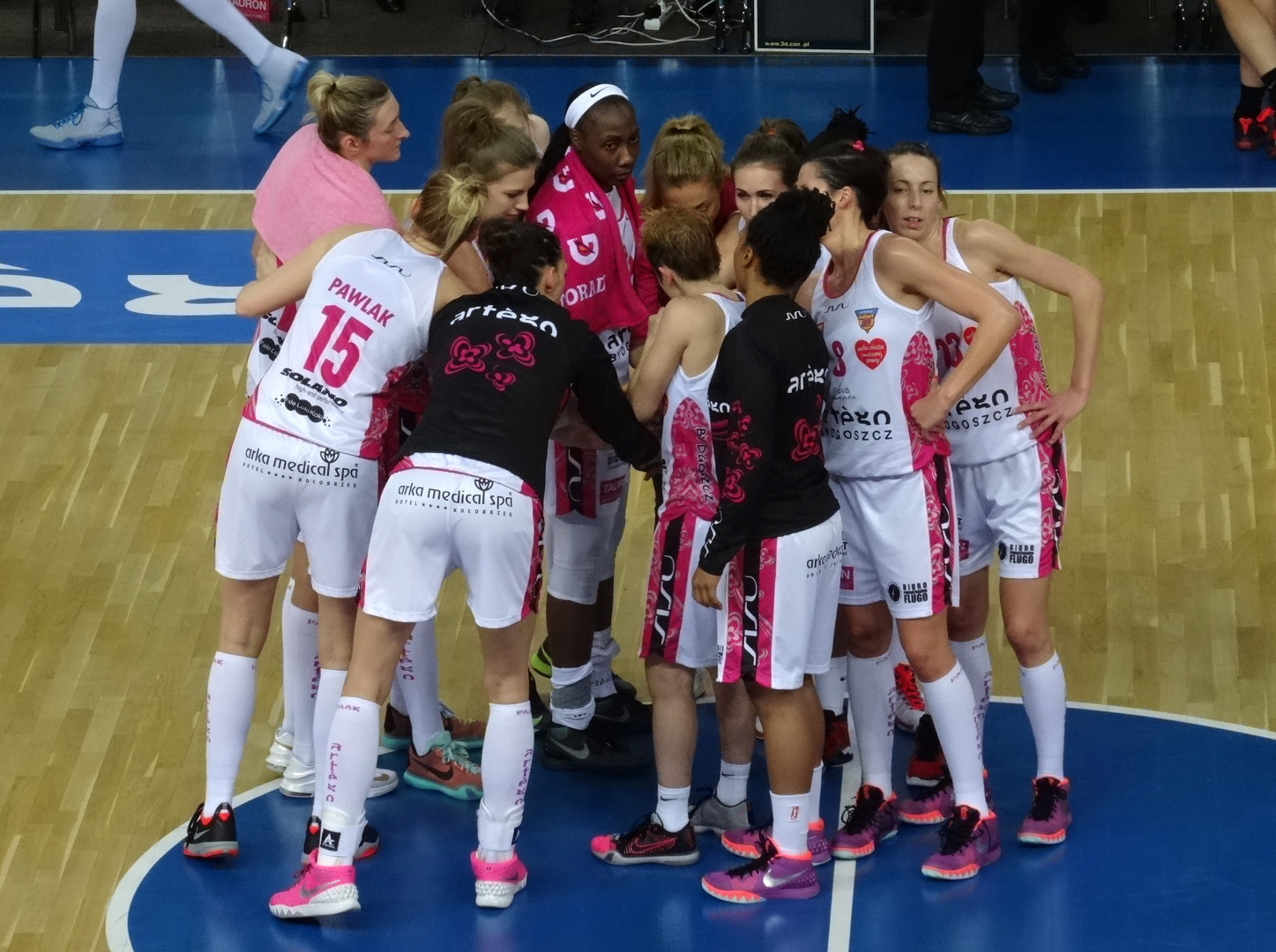
Das Team in der Saison 2015/16

KS Basket 25 Bydgoszcz ist ein polnischer Frauenbasketballverein aus Bydgoszcz.

## Geschichte
Gegründet wurde der Verein 1994 in der Hauptschule Nr. 25 unter dem Namen Basket 25 Bydgoszcz. Der Verein hatte ursprünglich nur Juniorinnenmannschaften. Im Jahr 2009 stieg die 1. Mannschaft in die Polnische Frauen-Basketball-Liga auf. Seitdem spielt das Team unter dem Namen des Sponsors Artego in der höchsten Liga im polnischen Frauen-Basketball. Nach der Saison 2019/2020 löste die Firma „artego“ den Sponsorenvertrag auf.

## Erfolge
- Polnischer Vizemeister: 2014/2015, 2015/2016, 2017/2018, 2019/2020
- 3. Platz: 2012/2013, 2013/2014, 2020/2021
- Polnischer Basketball-Pokal: Sieger  2017/2018
- EuroCup Women: Runde der 16 2017/2018, 2018/2019, 2019/2020